# St Paul's Suite
La St Paul's Suite (Op. 29, No. 2) originellement intitulée Suite en Do est une œuvre pour orchestre à cordes de Gustav Holst. Cette suite a été composée en 1912 mais à cause de révisions elle n'a été publiée qu'en 1922. Elle tire son nom de la St Paul's Girls' School où Holst a été directeur musical de 1905 à 1934. Il l'a composé en remerciement à l'école qui lui avait construit un studio d'enregistrement insonorisé.
Holst a composé de nombreuses pièces pour ses élèves de Saint Paul mais cette suite est la plus connue

## Structure
La suite comporte quatre mouvements
- I. Jig : Vivace (alternance entre 6/8 et 9/8[3])
- II. Ostinato : Presto
- III. Intermezzo : Andante con moto (titrée Dance sur le manuscript[3])
- IV. Finale (The Dargason): Allegro (arrangement de Fantasia on the Dargason tiré de sa Deuxième suite en fa pour orchestre militaire (en)[3])

Elle est composée pour cordes mais Holst a ajouté des parties pour vents pour que plus d'étudiants de St. Paul puissent la jouer.